# 神奈川県道102号荏田綱島線
神奈川県道102号荏田綱島線（かながわけんどう102ごう えだつなしません）は、神奈川県横浜市青葉区より同市港北区に至る一般県道であり、国道246号と
綱島街道とを結ぶ幹線道路である。港北ニュータウン北部において主要幹線道路となっている都市計画道路日吉元石川線の一部に当たる（詳細は後節）。

## 概要
- 起点：横浜市青葉区新石川（新石川東名北側交差点）
- 終点：横浜市港北区綱島東/箕輪町（北綱島交差点）
- Google マップ

## 路線状況
2008年（平成20年）3月30日に開業した横浜市営地下鉄グリーンラインが一部区間でこの道路の下を通る。

### 重複区間
- 横浜市道日吉元石川線（横浜市青葉区・新石川東名北側交差点 - 横浜市港北区・高田交差点）

### 都市計画道路日吉元石川線
横浜市の横浜国際港都建設法に基づいた幹線道路整備路線（3環状10放射）の放射路線の一つに、都市計画道路の日吉元石川線（3・3・25号）がある。東の港北区日吉六丁目と川崎市幸区との境になっている矢上川橋から西の青葉区美しが丘西一丁目と川崎市宮前区との市境までが指定され（※後述の計画変更により現在では港北区綱島東四丁目を起点とする）、本項路線の全線と神奈川県道13号横浜生田線の一部（青葉区あざみ野の東急田園都市線高架下の交差点から同区美しが丘西1丁目入口交差点）も含まれている。
なお、2011年8月に実施された都市計画の変更により、神奈川県道2号東京丸子横浜線（綱島街道）と交差する北綱島交差点から東側（起点側）の大部分は廃止され、日吉六丁目内（当初の起点より廃止都市計画道路綱島日吉線との交差部まで）の存続区間についても都市計画道路の名称が南加瀬日吉線（3・5・23号）に変更されている。

## 地理

### 通過する自治体
- 神奈川県
  - 横浜市（青葉区 - 都筑区 - 港北区）

### 交差する道路
- 神奈川県道13号横浜生田線（横浜市青葉区・あざみ野駅入口交差点）
- 国道246号（横浜市青葉区/都筑区・新石川交差点）
- 横浜市道中山北山田線 / 区役所通り（横浜市都筑区・すみれが丘入口交差点）
- 横浜市道佐江戸北山田線 / 歴博通り（横浜市都筑区・北山田交差点）
- 神奈川県道45号丸子中山茅ヶ崎線 / 中原街道（横浜市都筑区・のちめ不動前交差点）
- 横浜市道東山田125号・中川348号 (都市計画道路丸子中山茅ヶ崎線) （横浜市都筑区・百石橋西側交差点）
- 横浜市道大熊東山田線（横浜市都筑区・東山田スポーツ会館前交差点）
- 横浜市道高田138号（都市計画道路宮内新横浜線）（横浜市港北区・高田駅入口交差点）
- 神奈川県道106号子母口綱島線（横浜市港北区・高田交差点）
- 神奈川県道2号東京丸子横浜線（横浜市港北区・北綱島交差点）

### 周辺の鉄道
- 横浜市営地下鉄グリーンライン（北山田駅 - 東山田駅 - 高田駅）
- 東急東横線（日吉駅）